# 馬林伍德 (加利福尼亞州)
馬林伍德（英語：Marinwood）是位於美國加利福尼亞州馬林縣的一個非建制地區。該地的面積和人口皆未知。

## 地理
馬林伍德的座標為38°02′18″N 122°32′16″W / 38.03833°N 122.53778°W，而該地的平均海拔高度為42米（即138英尺）。